# Rashkan-kasteel
Rashkan-kasteel is een kasteelruïne in de provincie Teheran, in het noorden van Iran. Het is gelegen nabij de stad Ray, in de buurt van de Cheshmeh-Ali-bron, het Shah-Abdol-Azim-heiligdom en de Fath-Ali-Shah-inscriptie. Het kasteel was bedoeld om de stad Ray te bewaken. Het kasteel werd gebouwd van een mortel gemaakt van kalk en as of zand met stenen. Het werd gebouwd tijdens de Parthische heerschappij in Perzië.